# Zahnschnabel-Zaunkönig
Der Zahnschnabel-Zaunkönig (Odontorchilus cinereus) ist eine Vogelart aus der Familie der Zaunkönige (Troglodytidae), die in Brasilien und Bolivien verbreitet ist. Der Bestand wird von der IUCN als potenziell gefährdet (Near Threatened ) eingeschätzt. Die Art gilt als monotypisch.

## Merkmale
Der Zahnschnabel-Zaunkönig erreicht eine Körperlänge von etwa 12,0 cm bei einem Gewicht des Männchens von ca. 11,0 g. Der Oberkopf ist zimtfarben grau braun, der Rücken und die Schultern mittelgrau. Die Handschwingen und die Armschwingen wirken dagegen etwas dunkler. Die Steuerfedern sind graubraun mit etwa sechs breiten gräulich schwarzen Binden. Die äußersten Steuerfedern haben helle Spitzen. Die Ohrdecken sind graubraun, die Kehle und die Brust gelbbraungrau und die Flanken gräulich weiß. Die Unterschwanzdecken sind gräulich weiß mit schwärzlich grauen Binden. Die Augen sind dunkelbraun bis ziegelrot, der Schnabel schwarz mit grauer Basis am Unterschnabel. Die Beine sind dunkel grau. Beide Geschlechter ähneln sich. Jungtiere sind an der Basis des Unterschnabels bräunlich gefärbt.

## Verhalten und Ernährung
Wenig Daten zur Nahrung des Zahnschnabel-Zaunkönigs sind bekannt. Wahrscheinlich ernährt er sich überwiegend von Wirbellosen. Er sucht sein Futter in den oberen Straten der Waldbaumkronen. Regelmäßig mischt er sich unter Gruppen mit Tyrannen, Tangaren und Töpfervögeln.

## Lautäußerungen
Der Gesang des Zahnschnabel-Zaunkönigs besteht aus einer lauten Serie von Tönen in der gleichen Höhenlage. Diese ist langsamer und weniger geträllert als dies beim Graumantel-Zaunkönig der Fall ist. Der Ruf beinhaltet einen hohen sui-Ton.

## Fortpflanzung
Die Brutbiologie des Zahnschnabel-Zaunkönigs ist fast nicht erforscht. In Bolivien wurde Anfang September ein Weibchen in Brutstimmung beobachtet.

## Verbreitung und Lebensraum

Verbreitungsgebiet des Zahnschnabel-Zaunkönigs

Der Zahnschnabel-Zaunkönig bevorzugt die Wälder der tropischen Tiefebenen. Hier kommt er in Höhenlagen zwischen Meeresspiegel und 500 Metern vor. So ist er in Zentralbrasilien südlich des Amazonas im östlichen Gebiet des Bundesstaates Amazonas und in Pará weiter südlich bis in den Süden Rondônias und dem zentralen Mato Grosso sowie dem Osten Boliviens im Nordosten des Departamento Santa Cruz verbreitet.

## Migration
Der Zahnschnabel-Zaunkönig ist wahrscheinlich ein Standvogel, ohne dass nähere Daten zum Zugverhalten des Vogels bekannt sind.

## Etymologie und Forschungsgeschichte
Die Erstbeschreibung des Zahnschnabel-Zaunkönigs erfolgte 1868 durch August von Pelzeln unter dem wissenschaftlichen Namen Odontorhynchus cinereus. Das Typusexemplar wurde von Johann Natterer (1787–1843) bei Salto do Girão gesammelt. 1915 führten Charles Wallace Richmond die für die Wissenschaft neue Gattung Odontorchilus für den Zahnschnabel-Zaunkönig ein, da Odontorhynchus bereits durch Odontorhynchus Leach, 1830 belegt war. Dieser Name leitet sich von »odous, odontos οδους, οδοντος« für »Zahn« und »orkhilos ορχιλος« für »Zaunkönig« ab. Der Artname »cinereus« ist das lateinische Wort für »aschgrau« von »cinis, cineris« für »Asche«.